# Новая (Добринский район)
Но́вая — деревня Добринского района Липецкой области. Входит в состав Верхнематрёнского сельсовета.

## География
Деревня Новая расположена к востоку от села Верхняя Матрёнка, вдоль автодороги Верхняя Матрёнка — Березнеговатка. Уличная сеть представлена двумя улицами, по обеим сторонам которых расположены жилые дома.

## История
Название указывает на вновь возникший пункт населения, в противоположность  старому поселению. Возникла в  советский период, что отражала и надежду на новую жизнь в условиях колхозной деревни.

## Население
| 2010 |
| ---- |
| 50   |